# Jean Ritchie & Doc Watson at Folk City
Jean Ritchie & Doc Watson at Folk City è un album in studio di Jean Ritchie e di Doc Watson, pubblicato nel 1963.

## Tracce
1. Storms Are on the Ocean
2. Go Dig My Grave
3. Spike-Driver Blues
4. Soldiers Joy
5. Don't Mind The Weather
6. Hiram Hubbard
7. Sugar on the Floor
8. Where Are You Goin'
9. Pretty Polly
10. Willie Moore
11. What'll I Do With the Baby-O?
12. Cripple Creek
13. Wabash Cannonball
14. The House Carpenter
15. Amazing Grace